# Sukhoi Su-47
El Sukhoi Su-47 Berkut (en ruso: Сухой Су-47 «Беркут» (Berkut), "águila dorada"; designación OTAN: Firkin), también designado como S-32 y S-37 durante el desarrollo inicial, es un caza a reacción supersónico experimental. La OTAN lo nombró como «Firkin». Una característica distintiva de este aparato son sus alas en forma de flecha invertida, similares a las del Grumman X-29. Aunque el Berkut ha sido referido como Su-47 desde 2002, sugiriendo un aparato preparado para la producción, la realidad es que se ha usado como un prototipo de demostración de nueva tecnología. Su primer vuelo tuvo lugar en 1997 y fue introducido en el mismo año.

## Diseño

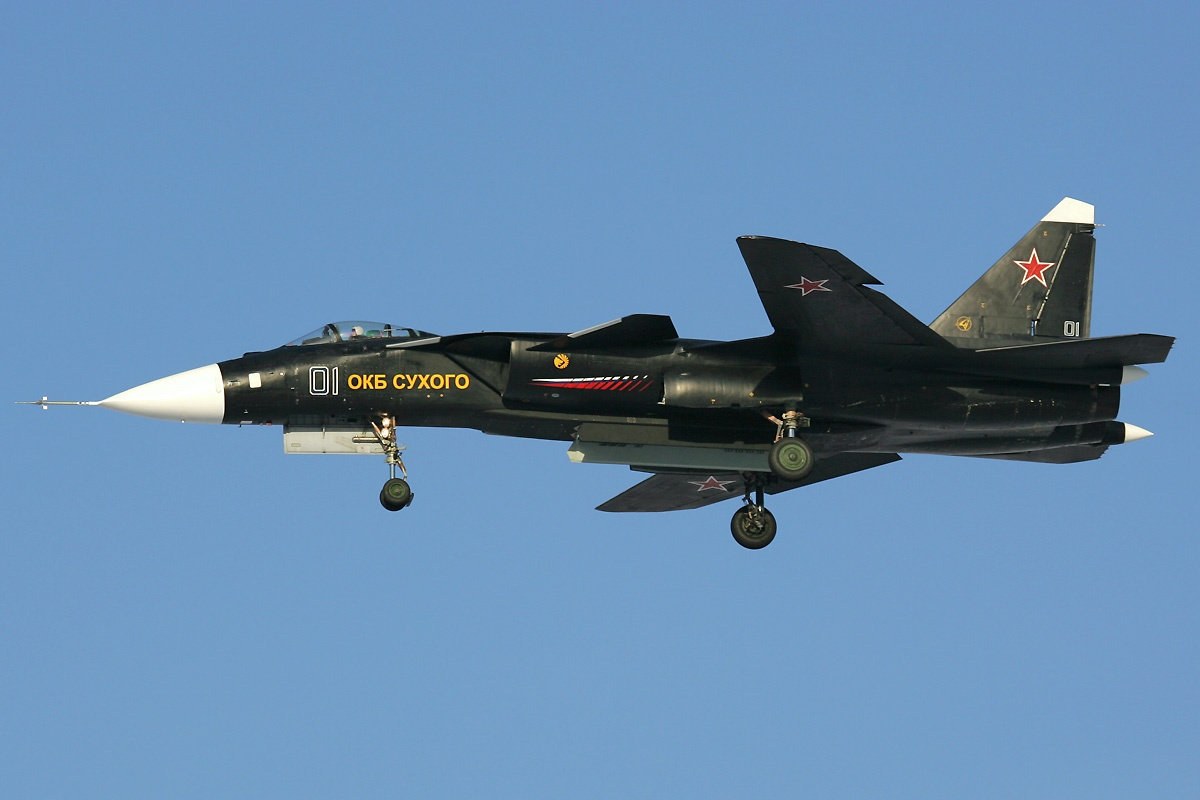
Su-47 en 2008.

TsAGI durante mucho tiempo ha sido consciente de las ventajas de las alas de flecha, con la investigación y el desarrollo del Tsibin LL a partir del estudio de los Junkers Ju 287 capturados en la década de 1940 en Alemania.
Las alas en flecha producen una mayor sustentación máxima, momentos de flexión reducidos y pérdida tardía en comparación con las formas más tradicionales de ala. A mayores ángulos de ataque, las puntas de las alas retrasan la entrada en pérdida, lo que permite a los aviones mantener el control de los alerones. Por el contrario, la flecha negativa crea un mayor ángulo de incidencia del ala cuando ésta se flexiona bajo carga.

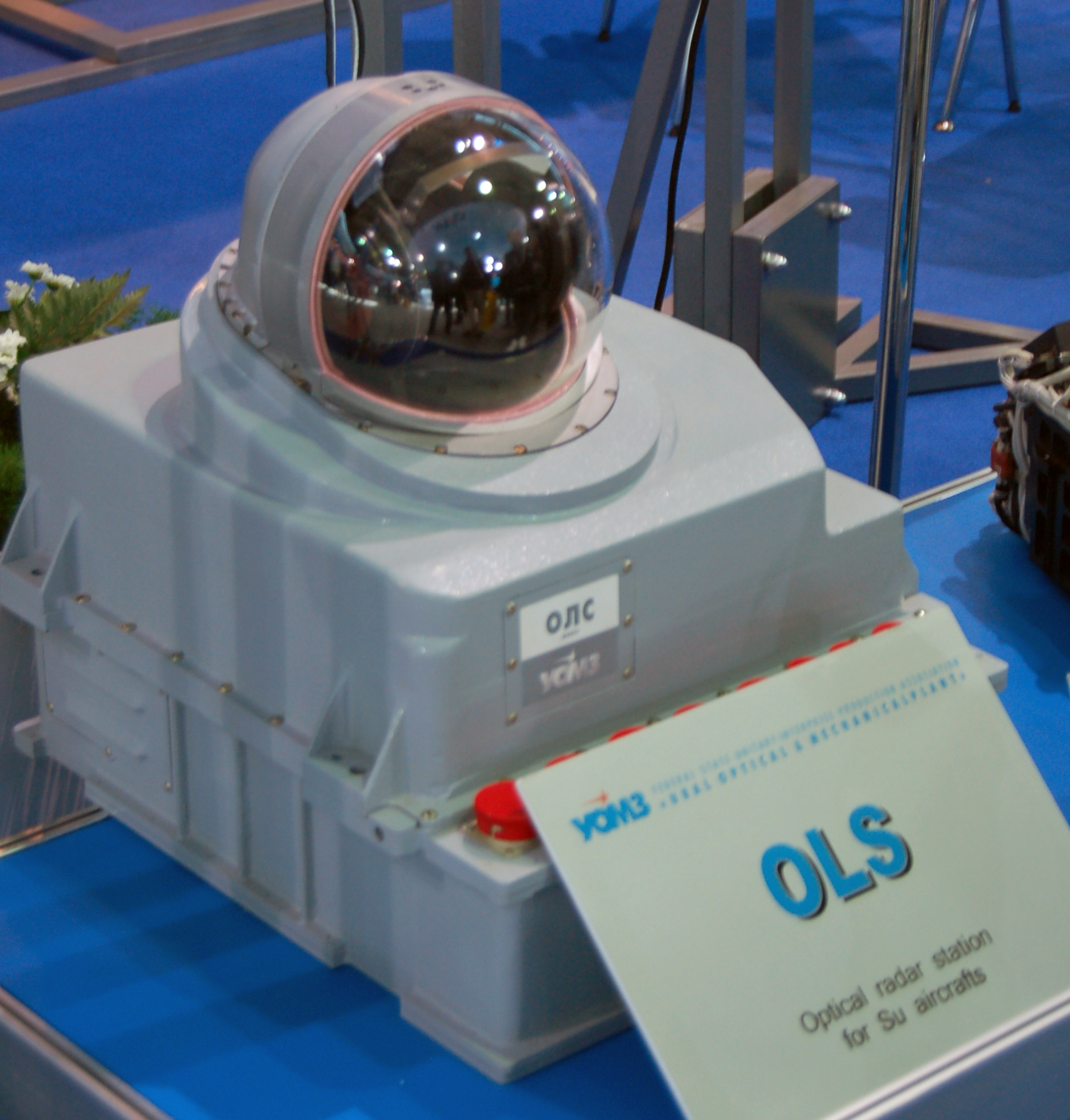
Pod de detección óptica, similar al utilizado por la familia de aviones caza Su-30. en el MAKS-2009

El Berkut (Águila Dorada o Real) usaba en sus inicios solamente una "S" en lugar de su denominación actual "SU" debido a que era una nave de diseño experimental y no de serie. La tecnología de las alas ATF fue una investigación iniciada en 1950 en la Unión Soviética, utilizando al principio de su desarrollo la tecnología alemana capturada por los soviéticos al final de la Segunda Guerra Mundial en Alemania, pero por la falta de una tecnología eficiente en esa época, materiales compuestos, computadoras de control para asistir al piloto y vuelo digital controlado por cables fly-by-wire, para tratar de controlar la inestabilidad del diseño, no se pudo avanzar más con la tecnología ATF.
En el año 2001 el Buró Sukhoi constituyó el proyecto S-37 "Berkut" como un avión para el siglo XXI como contrapartida del nuevo proyecto F-22 "Raptor" de EE. UU. de "quinta generación". La aeronave de atrevido diseño aerodinámico, estaba en período de pruebas en Rusia y todavía no estaba designado el modelo final, que se conoce ahora como Su-47. 
El proyecto S-37 en esa época, se proyectaba como el primer avión de combate de "supremacía aérea" para la Fuerza Aérea de Rusia, que aprovechaba con éxito, el principio de la tecnología de las alas trazadas hacia el frente (ATF) de donde se deriva la instalación de los alerones delanteros Canard's adelantados casi hasta la cabina, como los instalados en el caza Su-30MKI de la Fuerza Aérea India, el caza naval Su-33 de la Marina de Rusia, derivado de la familia de aviones de combate Su-27 y en el moderno caza francés Dassault Rafale, pero llevados al extremo, en algo que no se parecía a nada que haya existido antes, en un diseño futurista adelantado a su época. Sukhoi es considerado como el mejor fabricante de aviones Rusos.
La velocidad del primer prototipo S-37 era solo de Mach 1,6 por la resistencia del aire de la nueva configuración de las alas Canard instaladas frente a las alas principales y adelantadas, casi hasta la cabina y su nuevo diseño no convencional, de alas en flecha invertida, era la verdadera innovación del avión. El diseño de las alas hacia el frente eran parte de una nueva disposición denominada "triplano en tándem".

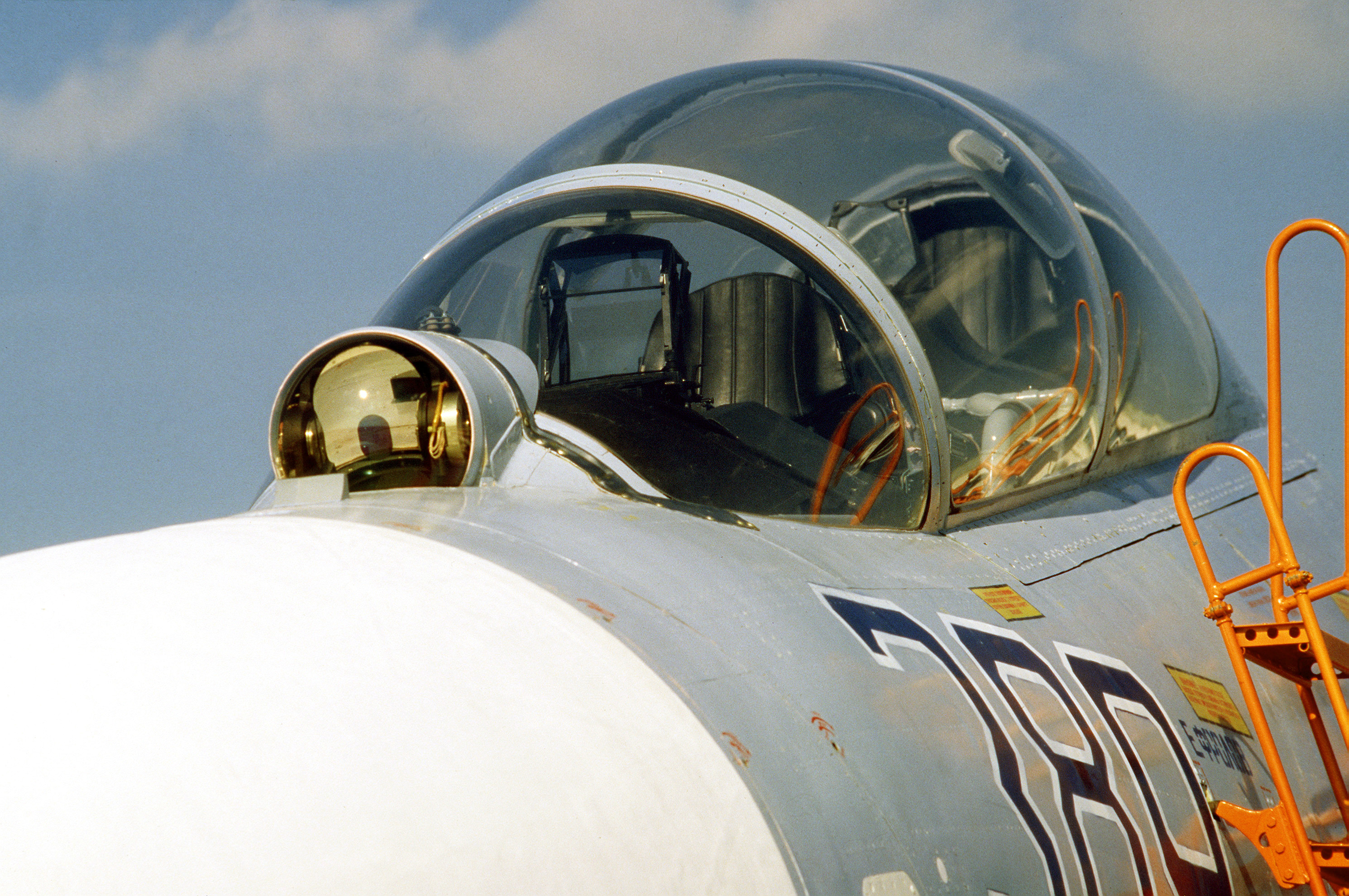
Sensor IRST en el diseño original de la familia Su-27.

El nuevo diseño ATF del S-37 cumplía con todas las expectativas de Sukhoi, de crear un avión de combate con una "maniobrabilidad superior" a los aviones anteriores fabricados por la empresa. El sistema de control de vuelo era computarizado y controlado por cable fly-by-wire, similar al usado en el anterior proyecto, que ya estaba en fase de pruebas en el Su-35, permitiría que la aerodinámica de la aeronave de "naturaleza inestable", sea controlada en todo momento por las nuevas computadoras de vuelo del avión, para evitar que pueda entrar en pérdida de sustentación, ayudar al piloto en los despegues y aterrizajes, y para que pueda concentrarse en las misiones de combate.
Tiene un nuevo sistema de avistamiento para combate contra otros aviones caza (IRST), similar al del caza experimental Su-37 de la familia de aviones caza Su-27 de producción en serie, con un sistema de puntería integrado en el casco del piloto, en un pequeño domo con una cúpula transparente sobre el cono del Radar, al costado derecho del parabrisas de la cabina de mando, es un sistema de búsqueda y seguimiento del objetivo enemigo por infrarrojos IRST, que va montado sobre el cono del Radar; funciona en dos bandas de radiación infrarroja y se utiliza, junto con el Radar de la nave, en misiones de combate "Aire-aire" contra otros aviones caza en combate cerrado dogfight, funciona como un sistema de búsqueda y seguimiento por infrarrojos (IRST), proporcionando detección y seguimiento del objetivo pasivo. En una misión de combate "Aire-superficie", realiza identificación y localización de objetivos. También proporciona ayuda de navegación y de aterrizaje, está enlazado con el visor montado en el casco del piloto, con un sensor que gira en forma permanente, mide la distancia del avión enemigo, sin necesidad de alertar al avión enemigo con la señal del radar de la nave y le informa al piloto de la posición de la nave enemiga.

### Maniobrabilidad
El Su-47 es un avión prototipo avanzado de pruebas, para la aplicación de "nuevas tecnologías" de aviación en el futuro, de diseño "Stealth" y de "alta maniobrabilidad", necesario para la construcción del nuevo proyecto, de un avión caza táctico de largo alcance, conocido como PAK-FA; ha demostrado tener en sus primeros vuelos de prueba, una extremada agilidad en velocidades subsónicas, permitiendo al piloto alterar fácilmente sus ángulos de ataque y ruta de vuelo a media y baja altitud, donde el aire es más denso, pesado y húmedo; las alas proyectadas hacia adelante capturan y direccionan el aire con mayor facilidad, lo más rápidamente posible, para lograr una respuesta inmediata en las maniobras de combate y obtener un fácil control de la nave en los despegues y aterrizajes en pistas cortas a baja velocidad, siendo esta capacidad de control su mayor ventaja frente a otros aviones con alas convencionales; por su avanzado diseño, también es posible mantener su "alta maniobrabilidad" en los vuelos de prueba a velocidad "supersónica" y a una mayor altitud.
Puede realizar maniobras de un máximo de 9 G, mientras mantiene la estabilidad y el control al mismo tiempo, en todo tipo de clima, altitud y velocidad y puede realizar las mismas maniobras de sus antecesores, como el caza experimental Su-37 de diseño "supermaniobrable", pero ahora, con alerones delanteros Canards más aerodinámicos y delgados pegados al fuselaje del avión que apenas salen de su estructura central, como los alerones de un misil, los alerones traseros de elevación horizontal, también son muy aerodinámicos y pequeños, proyectados hacia atrás y permanecen junto a los motores, como los alerones de un misil.

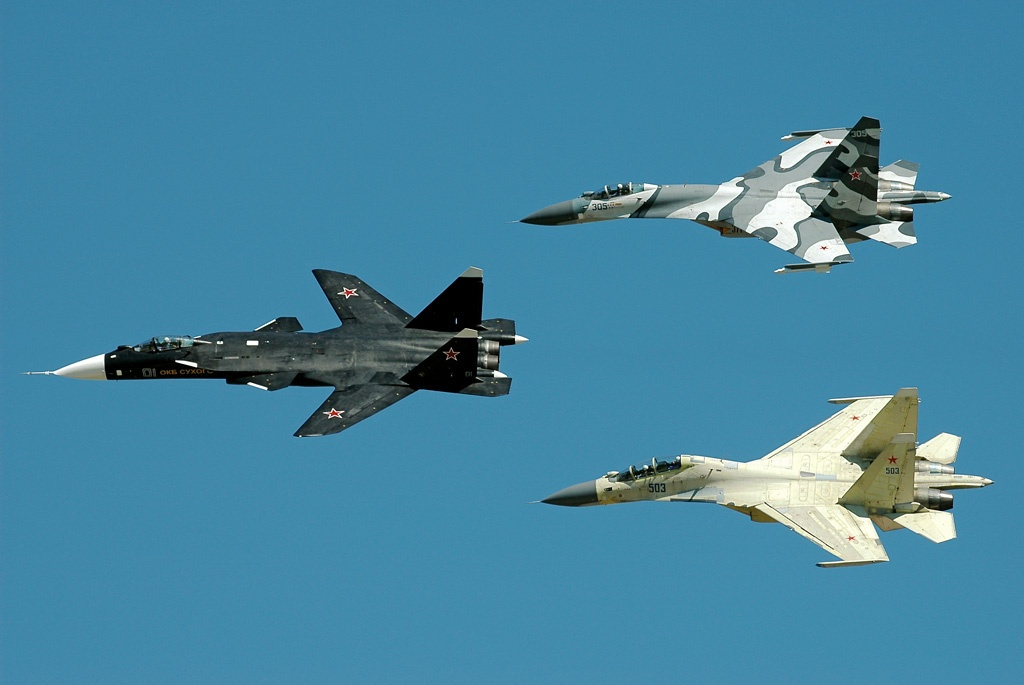
Su-47 en formación dos otros aviones de la familia Su-27 en la exhibición MAKS de 2005.

Las alas principales en forma de flecha invertida, construidas con nuevos materiales compuestos secretos y muy delgadas, le permiten capturar el aire y lograr el control de la elevación, como un avión de ataque con alas rectas diseñado para obtener un mejor rendimiento de vuelo a media y baja altitud, para realizar todo tipo de maniobras acrobáticas por su gran capacidad de sustentación y la naturaleza inestable de su diseño, que solo puede ser controlada por las nuevas computadoras de control de vuelo Digital por cable fly by wire.
El Su-47 también tendrá recubrimiento "Stealth" y nuevas "pantallas planas" de información completa en la cabina; el piloto tendrá el nuevo "casco de información" con sistema de designación de blancos de batalla para combatir contra múltiples blancos enemigos, utilizado por el nuevo bombardero biplaza Su-34, que Rusia exportará más adelante.
El Su-47 de producción en serie, será uno de los aviones más rápidos y maniobrables del mundo. Su diseño avanzado de alta maniobrabilidad para obtener un mejor performance de vuelo a media y baja altitud, en combinación con su capacidad de lograr altas velocidades, con alerones "ultradelgados" y sus potentes motores, le permiten tener un gran rendimiento en vuelo, mejor capacidad de elevación, alcanzar altas velocidades en corto tiempo y lograr una "supermaniobrabilidad", en todo nivel de altitud y velocidad.
En baja altitud y velocidad, donde el aire es más denso, húmedo y pesado, se consume más combustible para avanzar y las alas deben estar adelantadas, para poder controlar un mayor flujo de aire sobre las superficies de vuelo, esto se logra fácilmente con las alas en forma de "flecha invertida" proyectadas hacia adelante, permitiendo realizar vuelos rasantes a nivel del mar con un control total de la nave.
A mayor altitud y velocidad, donde el aire es más fino y las alas deben permitir que el aire fluya más rápidamente sobre las superficies de vuelo con la menor resistencia posible, para tener un mejor rendimiento de vuelo, esto se logra con las nuevas alas "ultradelgadas" pegadas al fuselaje del avión, los pequeños canard's y elevadores horizontales, inclinados hacia atrás como los de un misil supersónico. Construidas con nuevos "materiales compuestos" secretos y que apenas salen de su estructura central (ver dibujo con esquema del avión) ignorando las alas en forma de flecha invertida supera ampliamente a todos los aviones de combate conocidos hasta ahora.

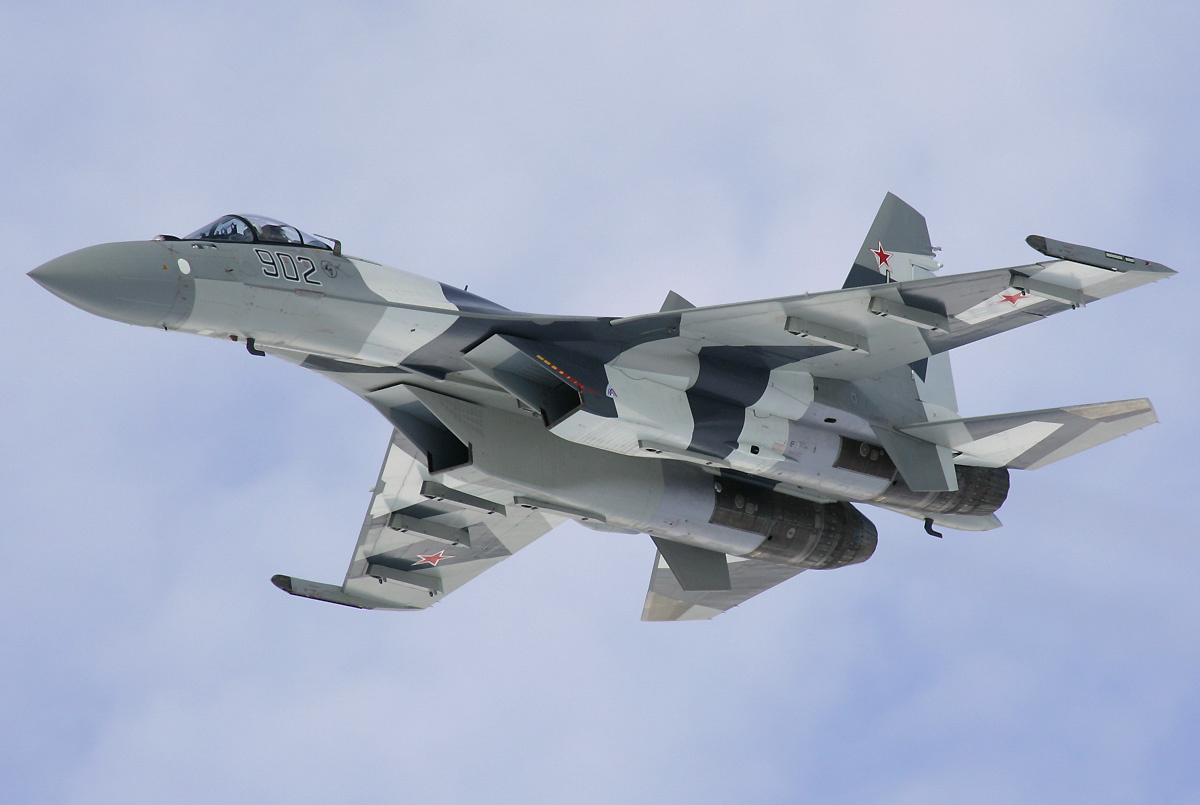
Su-35BM (Bort 902) volando en 2009.

El nuevo diseño del Su-47 utiliza todas las experiencias obtenidas de diseños aerodinámicos en otros aviones de combate de Rusia en el pasado, como el MiG-31 de alas delgadas y excelente desempeño a gran altitud y velocidad, pero que era difícil de controlar a media y baja altitud; el caza naval Su-33 con alerones delanteros Canards que permiten vuelos acrobáticos de "alta maniobrabilidad" a baja altitud y control total del avión en la denominada "velocidad cero", pero limitan su velocidad y altitud. El nuevo cazabombardero biplaza Su-34 con la cabina biplaza de alta tecnología de batalla, para misiones de ataque a tierra también los posee.
El tren de aterrizaje delantero se retrae hacia adelante y se guarda, en un foso bien adelantado bajo la cabina, para dejar espacio a las armas internas y un lanzador rotatorio, detrás de la cabina, entre las toberas de entradas de aire de los motores, con misiles "aire-aire" de corto alcance y pilones de carga en las alas para misiles "aire-aire" de largo alcance. 
Es considerado como la plataforma base de experimentación para el desarrollo del nuevo caza de supremacía aérea de Quinta generación de cazas de reacción de largo alcance T-50 PAK-FA que Rusia fabricará en forma conjunta con la India, con nuevas alas de "forma Romboidal" similar al diseño de las alas del F-22 "Raptor" y superficies "Stealth" para reducir su firma de radar. Tendrá el mismo tren de aterrizaje del Su-30 y la moderna cabina de mando y los motores con empuje vectorial del nuevo caza Su-35.
Su diseño de ala ultradelgada en forma de flecha invertida junto con los alerones delanteros Canard's, que conforman un nuevo tipo de configuración de diseño combinado, supera a todos los aviones convencionales, en comparación de los aviones anteriores de alas de diseño normal, le permite tener las siguientes ventajas:
- Ángulo elevado de ataque
- Superioridad en combates cercanos "Dogfight"
- Un mayor rango de ataque en velocidad subsónica
- Una mayor resistencia al efecto stall (perdida de sustentación) y característica anti-giros (Barrenas)
- Mayor estabilidad en ángulos de ataque pronunciados
- Una pista de despegue de menor extensión
- Mayor régimen de ascenso
- Mayor capacidad de altitud y velocidad
- Aterrizajes más cortos

### Fuselaje
El fuselaje está compuesto de aluminio con una aleación de titanio y un 13% de material compuesto, con recubrimento "Stealth", se proyecta hacia atrás rematando con dos radomos traseros a los lados de los motores que tienen diferentes tamaños, el de la derecha (el más pequeño) alberga un radar, mientras que el de la izquierda (el de mayor tamaño) alberga un paracaídas de frenado para pistas cortas. Tiene además dos radares de distintas formas de ondas para detectar posibles amenazas enemigas en distintas altitudes de vuelo.

### Alas
Diseñado como un avión de alas en flecha invertida, en una nueva combinación de alas tipo flecha invertida-canard; tiene además, pequeños alerones horizontales de elevación proyectados hacia atrás, que permanecen junto a los motores, en combinación con  grandes alerones delanteros canard's, instalados en los costados del borde de ataque, sobre las toberas de ingreso de aire a los motores, como los alerones de un misil, en un diseño futurista de triple ala en tándem, único en su tipo y adelantado a su época.

### Futuro
Su moderna tecnología de vuelo y la función como banco de pruebas de nuevas tecnologías experimentales, para recolectar información sobre el comportamiento de su avanzado diseño futurista, está siendo aplicado en el nuevo caza supersónico de diseño furtivo PAK-FA de Rusia, que si se aprobó su fabricación en serie como un avión caza de primera línea de batalla, para enfrentar en combate aéreo contra otros aviones caza de Quinta generación de cazas de reacción y en el nuevo caza Chengdu J-20 totalmente fabricado en China, pero con las alas principales en forma romboidal.
Su construcción en serie ha sido aplazada por ahora, para favorecer la construcción del nuevo caza PAK-FA, que tiene ocupadas todas las líneas de ensamblaje y a los técnicos rusos, para la rápida producción en serie de este moderno avión de "Quinta generación", y el nuevo caza Su-35 de generación 4.5 o generación 4++, de producción en serie para equipar a la Fuerza Aérea de Rusia y su exportación a otros países, gracias a la información recolectada por las pruebas de vuelo del Su-47; pero es posible, que se pueda construir en serie en el futuro como un nuevo tipo de caza naval, con alas de geometría variable por su mejor performance de vuelo a baja altitud y velocidad, y como un avión de combate no tripulado de sexta generación para volar junto al caza PAK-FA.
Es muy posible que Rusia pueda optar por el diseño del Su-47 Berkut (Firkin, según la clasificación de la OTAN), desarrollado en la oficina de diseño Sukhoi y fabricar un nuevo avión naval en el futuro, incluso un nuevo avión no tripulado de sexta generación para misiones de combate naval. 
El principal rasgo característico de este caza son las alas en flecha inversa, que le permiten tener una alta maniobrabilidad a baja velocidad y altitud, le permite superar a otros aviones de combate y atacar a objetivos enemigos con vuelos rasantes sobre el mar, para lanzar misiles navales en misiones similares al caza Dassault-Breguet Super Étendard en la Guerra de Malvinas.
La creación del caza de quinta generación Su-47 había comenzado en 1983 por encargo de la Fuerza Aérea de la Unión Soviética. Luego fue destinado a pruebas de vuelo en la Marina de Guerra. Precisamente por esta razón, Berkut se presenta actualmente como avión naval de nueva generación. Los trabajos de diseño de Berkut se suspendieron en varias ocasiones debido a la falta de financiación.

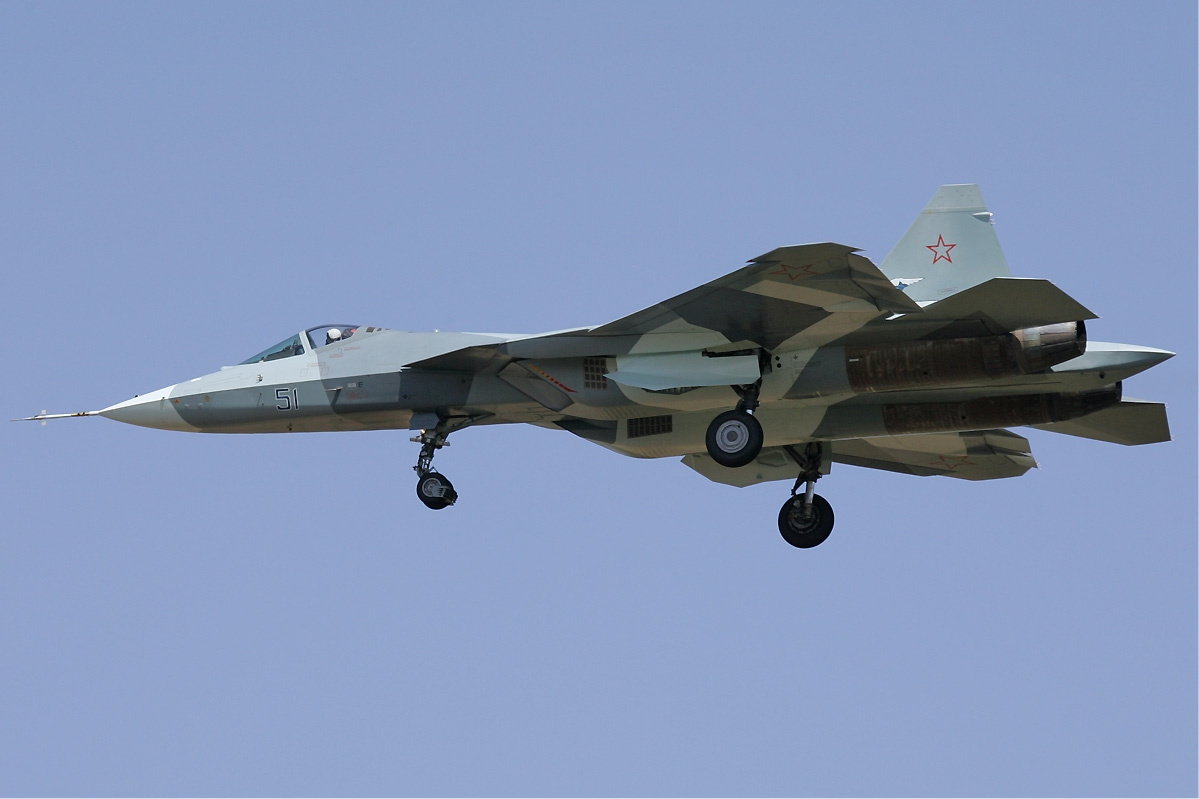
PAK-FA en una prueba de vuelo en abril de 2011.

Como consecuencia, se dispone de una sola nave de pruebas de vuelo y aplicación de tecnología del Su-47, que fue creado para poner a prueba el esquema de la célula central de la nave, el fuselaje central y la configuración de las alas, soluciones técnicas, aplicación de sistemas de control de vuelo, software y nuevos materiales compuestos, para disminuir su peso y ofrecer una baja marca de radar y baja marca térmica; por esto el nuevo armamento no podía instalarse sin la modernización adicional del avión. 
En el curso del diseño del nuevo T-50, avión de combate ruso de quinta generación, la célula de Su-47 fue sometida a modernización y se le incorporó un compartimiento de armas internas. Posteriormente esta experiencia fue aprovechada en el diseño del T-50. Originariamente, se planeaba que el arma principal del caza serían los misiles guiados de alcance medio, provistos del radar activo de autodirección final.
También los misiles "Aire-aire" de alcance corto pueden tener nuevas funciones en el armamento interno de los nuevos aviones de la marina; entre las muestras del salón aeroespacial MAKS-2011, un nuevo misil de esta clase К-74, dotado del sistema perfeccionado de autodirección térmica con ángulo de captura del blanco de 120°. El empleo de una nueva ojiva térmica de autoguiado, más pequeña y liviana, permitió aumentar el alcance máximo hasta 40 kilómetros, pasando a ser un misil de corto alcance a un nuevo misil de medio alcance, el cañón (calibre: 30 milímetros) seguirá formando parte del armamento de los cazas para combate de corto alcance, que otros aviones rusos multipropósito, los nuevos Berkut para la marina, estarán dotados de armas de ataque: misiles de precisión guiados "Aire-superficie", para objetivos navales y misiles "Aire-tierra" para atacar bases militares y sistemas de radares enemigos.

### Avión embarcado
Hace unos años Rusia anunció el programa de construcción de nuevos portaaviones clase Almirante Kuznetsov del que solo existen dos unidades construidas, uno a cargo de la Marina de Rusia y el segundo portaaviones en construcción fue vendido a China. Paralelamente, se está pensando en los aviones a emplazar en los nuevos portaaviones, debido a que los Su-33 llevan muchos años en operaciones navales. Todo viene indicando que se optará por el Su-47 “Berkut” (Firkin, según la clasificación de la OTAN), desarrollado en la oficina de diseño Sukhoi.
También se está desarrollando una nueva generación de aviones no tripulados que volarán junto con los aviones navales tripulados Su-47, desde los portaaviones de Rusia; tendrán buen performance de vuelo a media y baja altitud, para facilitar las operaciones navales en misiones de escolta, patrulla naval, guía de ataque y para distraer a los aviones de combate enemigos, saturando el radar de larga distancia con su presencia y volando junto al ala de combate combinada, conformada por los nuevos aviones Su-47 y otros aviones PAK-FA desplegados desde bases aéreas en tierra.

## Cultura popular
- El Su-47 es un caza que se puede usar en el videojuego Heatseeker.
- Además Puede ser usado como avión jugable en numerosas entregas del videojuego Ace Combat.

## Especificaciones técnicas
Referencia datos: World Aircraft & Systems Directory

### Características generales
- Tripulación: 1[2]
- Longitud: 22.6[2]
- Envergadura: 15.16[2]
- Altura: 6,3 m (20,7 ft)
- Peso vacío: 16 375 kg (36 090,5 lb)
- Peso cargado: 25 000 kg (55 100 lb)
- Peso máximo al despegue: 35 000 kg (77 140 lb)

### Rendimiento
- Velocidad máxima operativa (Vno): Mach 1,6[2]
- Velocidad crucero (Vc):  Se preveía 1800 km/h
- Alcance: 3300 km (1782 nmi; 2051 mi)
- Radio de acción: 1800 m (5906 ft)
- Régimen de ascenso: 233 m/s (45 866 ft/min)
- Carga alar: 360 kg/m² (73,7 lb/ft²)

### Desarrollos relacionados
- Sukhoi Su-27
- Sukhoi Su-30
- Sukhoi Su-33
- Sukhoi Su-34
- Sukhoi Su-35
- Sukhoi Su-37

### Aeronaves similares
- Grumman X-29
- Lockheed Martin F-22 Raptor
- Chengdu J-20
- Mikoyan Proyecto 1.44